# La Paloma / Too Much Monkey Business
La Paloma / Too Much Monkey Business ist ein gemeinsames Extended-Play-Album von Freddy Quinn, The Rooftop Singers, Xavier Cugat und Chuck Berry, das im Musiklabel Konsursium (Nummer 1494) im Iran erschien. Für den österreichischen Schlagersänger Freddy Quinn ist es das 46. Extended-Play-Album.

## Schallplattenhülle
Aufgrund der Veröffentlichung des Tonträgers im Iran sind nur die Titel und Interpreten in lateinischen Buchstaben auf der Platte vorhanden; die weiteren Angaben befinden sich in Schriftzeichen des persischen Alphabets auf der Schallplatte.

## Musik
La Paloma ist eine Komposition des spanisch-baskischen Komponisten Sebastián de Yradier (1809–1865), von dem die älteste vorhandene Tonaufnahme ungefähr um 1880 entstand. Quinn veröffentlichte dieses Lied im Lauf seiner Karriere auf zahlreichen Tonträgern, erstmals 1961. Insgesamt gibt es über 400 Coverversionen.
Tom Cat wurde von Erik Darling, Lynne Taylor, Sonny Geraci und Willard Svanoe geschrieben.
Siboney wurde von Ernesto Lecuona geschrieben und 1927 erstmals von Rita Montaner gesungen. Cugat sang das Stück erstmals 1940 mit dem Waldorf-Astoria-Orchestra und dann 1946 zusammen mit Bing Crosby.
Too Much Monkey Business wurde 1956 von Chuck Berry geschrieben und gesungen, davon existieren 35 Coverversionen (Stand: 2023).

## Titelliste
Die Schallplatte beinhaltet folgende vier Titel:
- Seite 1

1. La Paloma – Freddy Quinn
2. Tom Cat – The Rooftop Singers

- Seite 2

1. Siboney – Xavier Cugat
2. Too Much Monkey Business – Chuck Berry